# Константину, Михалис
Михалис Константину (греч. Μιχάλης Κωνσταντίνου; 19 февраля 1978, Паралимни, Кипр) — киприотский футболист, нападающий. Выступал в сборной Кипра.

## Клубная карьера
Свою футбольную карьеру Михалис начал в клубе из своего родного города «Эносис» в 1993 году. В сезоне 1996-97 с 17 мячами Константину стал лучшим бомбардиром Дивизиона А. В 1997 году перешёл в греческий «Ираклис», в составе которого провёл 119 матчей и забил 60 мячей. В 2001 году Михалис перешёл в «Панатинаикос». Афинский клуб заплатил за трансфер €11. 3 млн. В составе «Панатинайкоса» Константину в 2004 году стал чемпионом Греции и обладателем Кубка Греции. В 2005 году игрок на правах свободного агента перешёл в «Олимпиакос», в составе которого трижды становился чемпионом Греции (в 2006, 2007 и 2008 годах), дважды побеждал в Кубке Греции (в 2006 и 2008) и Суперкубке Греции (в 2007). В 2008 году Константину вернулся в «Ираклис», за который играл в сезоне 2008-09. Летом 2009 года вернулся на Кипр, где подписал трёхлетний контракт с клубом «Омония». В новом клубе дебютировал 16 июля в матче Лиги Европы сезона 2009-10 против фарерского клуба «ХБ Торсхавн». В составе «Омонии» Михалис в 2010 году стал чемпионом Кипра и обладателем Суперкубка Кипра.

## Клубная статистика
По состоянию на 26 сентября 2010 года.
| Сезон   | Клуб               | Страна | Лига       | Матчи | Голы |
| ------- | ------------------ | ------ | ---------- | ----- | ---- |
| 1993/94 | Эносис             | Кипр   | Дивизион А | 1     | 0    |
| 1994/95 | Эносис             | Кипр   | Дивизион А | 23    | 8    |
| 1995/96 | Эносис             | Кипр   | Дивизион А | 19    | 6    |
| 1996/97 | Эносис             | Кипр   | Дивизион А | 25    | 17   |
| 1997/98 | Ираклис            | Греция | Суперлига  | 30    | 11   |
| 1998/99 | Ираклис            | Греция | Суперлига  | 31    | 9    |
| 1999/00 | Ираклис            | Греция | Суперлига  | 32    | 22   |
| 2000/01 | Ираклис            | Греция | Суперлига  | 27    | 18   |
| 2001/02 | Панатинаикос       | Греция | Суперлига  | 17    | 9    |
| 2002/03 | Панатинаикос       | Греция | Суперлига  | 21    | 5    |
| 2003/04 | Панатинаикос       | Греция | Суперлига  | 26    | 5    |
| 2004/05 | Панатинаикос       | Греция | Суперлига  | 30    | 15   |
| 2005/06 | Олимпиакос (Пирей) | Греция | Суперлига  | 21    | 10   |
| 2006/07 | Олимпиакос (Пирей) | Греция | Суперлига  | 11    | 1    |
| 2007/08 | Олимпиакос (Пирей) | Греция | Суперлига  | 10    | 0    |
| 2008/09 | Ираклис            | Греция | Суперлига  | 13    | 3    |
| 2008/09 | Омония             | Кипр   | Дивизион А | 12    | 6    |
| 2009/10 | Омония             | Кипр   | Дивизион А | 21    | 11   |
| 2010/11 | Омония             | Кипр   | Дивизион А | 24    | 18   |
| 2011/12 | Анортосис          | Кипр   | Дивизион А | 15    | 3    |

## Международная карьера
В сборной Кипра дебютировал 14 февраля 1997 года в матче против Латвии. Первый голы за сборную забил 10 февраля 1998 года в матче потив сборной Сан-Марино, оформив дубль. Является рекордсменом сборной по количеству забитых мячей (31).

## Достижения
«Панатинайкос»
- Чемпион Греции: 2003/04
- Обладатель Кубка Греции: 2003/04

«Олимпиакос»
- Чемпион Греции (3): 2005/06, 2006/07, 2007/08
- Обладатель Кубка Греции (2): 2005/06, 2007/08
- Обладатель Суперкубка Греции: 2007

«Омония»
- Чемпион Кипра: 2010
- Обладатель Суперкубка Кипра: 2010